# オリガ (キエフ大公妃)
聖オリガ（Ольга, Ol'ga, ? - 969年7月11日）はキエフ大公国第2代大公イーゴリ1世の妃。キエフのオリガとも。夫の死後、キリスト教の洗礼を受けた。洗礼名はヘレナ（日本ハリストス正教会の読みではエレナ）。ルーシでは最初期のキリスト教改宗者であり、ルーシでもっとも早い時期に聖人とされた一人である。聖人としては亜使徒の称号をもつ。オリガはロシア語の発音に対する表記で、ウクライナ語での発音は日本語では通常オリハと表記される。

## 経歴
プスコフの出身で、903年頃のちのキエフ大公イーゴリ1世と結婚した。平民の娘であったとも貴族の娘であったともいわれる。『原初年代記』によれば、879年生まれだが、彼女が息子を産んだのがその65年後であることを考えると、この年代は受け入れがたい。イーゴリ1世の死後、当時3歳であった息子スヴャトスラフ1世の摂政としてキエフ・ルーシを統治した（945年 - 963年頃）。
オリガは摂政としての統治のはじめ、歴史的な脚色があるものの夫を暗殺したデレヴリャーネ族への徹底した復讐を行った。その復讐は4段階にも及んだ。。
1. デレヴリャーネ族の使者が自らの王子Мал（ウクライナ語版）の嫁になるよう要求した際に、使者に神輿の様に船の上に乗って来いと要求し、船ごと大穴に投げ込み、生き埋めにした（船の埋葬は、ヴァイキングの慣習によるもの）[3]。
2. 自分を嫁にしたいのなら、デレヴリャーネ族の主だった人間を寄こすよう要求し、到着した人間を歓待し、入浴を勧めたあと、浴室に閉じ込めて焼き殺した。
3. デレヴリャーネ族の本拠地イスコルステニ近くにある夫イゴーリの埋葬地傍で、追悼会トリズナを開催させた。蜜酒を飲ませ泥酔させた後、トリズナで行われる模擬戦の慣習を逆手に取り、酔いつぶれた5000人を斬殺した。
4. 最後はデレヴリャーネ族の本拠であるイスコルステニを一年以上包囲した。決着がつかないことから、包囲を解く代わりに各家の鳩と雀を3羽差し出すように要求した。差し出された鳩と雀に硫黄を結わえて放鳥し、帰巣本能で家に帰った鳩と雀が家を発火させる火計を用いて町を征服したとされる[2]。

これによって、デレヴリャーネ族の自立性は否定された。また税制を改革し、税法を整備すると共に、それまでは大公の巡回徴貢と地方の諸族に頼っていた徴税を、大公直轄の貢税所（ポゴスト）を設置した上、自身が直接任命した徴税人を配置することで、諸族の支配地の行政区化を進めた。上記のような税制改革は「オリガの改革」と呼ばれる。

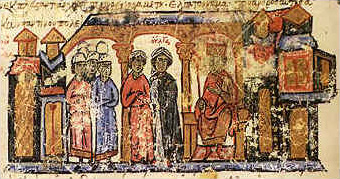
オリガと侍女たち。年代記の挿絵から。

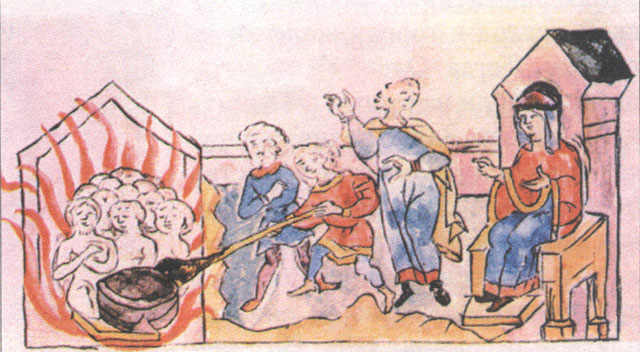
夫を暗殺したデレヴリャーネ族へのオリガの復讐。

伝承によれば945年または957年にコンスタンティノポリスでキリスト教に改宗した。東ローマ帝国皇帝コンスタンティノス7世は、自著『儀式の書』に、コンスタンティノポリスにおけるオリガ歓迎の儀式の記録を残している。洗礼名ヘレナはコンスタンティノス7世の皇后ヘレナ・レカペナにちなむ。スラヴの諸年代記は、洗礼式の際、コンスタンティノス7世をオリガが魅了したなどの恋愛に関する記事を載せているが、実際にはこのとき彼女は相当な高齢であり、またコンスタンティノスも妻帯していたため、このエピソードの史実性は疑わしい。コンスタンティノス7世の記録によれば、オリガの随員もまた全員洗礼を受けた。
洗礼は、東ローマ帝国の援助と支持を獲得し、またその高度な文化を移植しうる人材を獲得するための、たぶんに政治的な動機によるものであったと考えられる。オリガは東ローマ帝国に接近する一方で、東フランク王国のオットー1世にも接近し、959年に使者を送ってラテン教会の僧侶の派遣を求めたと西方の記録は伝えている。それによれば、オリガは「司教と司祭たち」をキエフに任命してくれるようオットーに嘆願したが、これは偽りの申し出だったと記録は非難している。メルゼブルクのティートマール（Thietmar of Merseburg）は、マクデブルクの初代司教プラハのアダルベルトがキエフの司教として任じられたが、異教徒たちによって追放されたとその年代記に記している。他のいくつかの西方の記録も同様の事件を伝えている。なお、これらの派遣要請の記述はルーシの年代記には記載されていないが、それは年代記の成立期には既に、ルーシはその立場を正教会側に確定していたことによる。
スヴャトスラフ1世が成人すると、オリガは政治の表舞台から離れた。しかしスヴャトスラフ1世の遠征時には、オリガは孫たちとともに残り、キエフを治めた。オリガは986年、ペチェネグ族に包囲されたキエフで病没した。
オリガはキリスト教をルーシに広めようとした。息子スヴャトスラフ1世にも洗礼を勧めたが、断られた。オリガの時代には、ルーシの正教会への改宗は個人的・散発的なものに留まっていた。大規模な改宗が行われるのは、オリガの孫でその薫陶を受けたウラジーミル1世の時代に入ってからのことになる。